# آسیب‌شناسی جراحی

پوست آسیب دیده از جراحی

آسیب‌شناسی جراحی (به انگلیسی: Surgical pathology) مهم‌ترین و زمانبرترین زمینه برای بیشتر آسیب‌شناسان تشریحی است. آسیب‌شناسی جراحی شامل معاینه ماکروسکوپی و میکروسکوپی نمونه‌های جراحی و همچنین بافت‌برداری‌های ارجاع شده توسط جراحان و غیر جراحان از قبیل متخصصان داخلی، فوق‌تخصص‌های پزشکی، متخصصان پوست و پرتوشناس‌های مداخله‌ای است. در هر حالتی که بافت با جراحی خارج شود، تشخیص قطعی بیماری (یا فقدان آن) امکان‌پذیر است.